# Bob Zilla
Bob Kakaha, soprannominato Bob Zilla (Los Angeles, 6 marzo 1970), è un bassista statunitense.
Ha fatto parte della band post-Pantera Damageplan con cui ha prodotto un solo album, New Found Power.

## Storia
Bob ha preso parte al progetto Damageplan dagli esordi del gruppo fino allo scioglimento avvenuto in seguito all'assassinio del chitarrista Dimebag Darrell durante un concerto della band in un locale, l'Alrosa Villa, l'8 dicembre 2004. Dopo questo fatto, Bob si è esibito in varie apparizioni pubbliche con gli altri membri della band Vinnie Paul e Patrick Lachman suonando pezzi in memoria di Dimebag. Dopo un lungo periodo di silenzio, Zilla è entrato nella nuova band di Paul, gli Hellyeah, sostituendo Jerry Montano.